# Лаврентьев, Клим Анатольевич
Клим Анатольевич Лаврентьев (16 июня 1937; Москва, РСФСР, СССР) — советский и российский кинорежиссёр, режиссёр-документалист. Заслуженный деятель искусств РСФСР (1984), Заслуженный деятель искусств Республики Ингушетия, Заслуженный деятель искусств Кабардино-Балкарской Республики, Лауреат Государственной премии РСФСР имени братьев Васильевых (1982). Народный артист Российской Федерации (1996).

## Биография
Родился 16 июня 1937 года в Москве.
В 1959 году Лаврентьев окончил Ростовский институт сельскохозяйственного машиностроения, а в 1971 году завершил обучение Высших курсов сценаристов и режиссёров. С 1970 года начинает работать на студии кинохроники в Ростове-на-Дону, спустя годы, в 1989 году перебрался работать на студию им. М. Горького.
Является автором сценариев многих своих фильмов. За свою кинорежиссёрскую карьеру успел поставить свыше 50 документальных фильмов. С 1983 года по 1985 год был первым секретарём Ростовского отделения СК СССР, с 1990 года первый секретарь Союза кинематографистов Российской Федерации. С 1990 года по 2001 год член коллегии Госкинофонда Российской Федерации и Госкино Российской Федерации. Президент Открытого фестиваля документального кино «Россия» в Екатеринбурге, заместитель Председателя Оргкомитета Международного фестиваля военно-патриотических фильмов «Волоколамский рубеж».

## Творчество

### Режиссёрские работы
- 1971 — Алексей Берест (документальный)
- 1980 — Сотворение хлеба (документальный)
- 1990 — Искупление (документальный)

## Звания и награды
- Заслуженный деятель искусств РСФСР (12.10.1984)
- Народный артист Российской Федерации (30.08.1996) — за большие заслуги в области искусства[1]
- Государственная премия РСФСР имени братьев Васильевых (1982) — за документальный полнометражный фильм «Сотворение хлеба» производства Ростовской-на-Дону студии кинохроники
- Благодарность Президента Российской Федерации (25.05.2020) — за заслуги в развитии отечественной культуры и искусства, многолетнюю плодотворную деятельность[4]
- Заслуженный деятель искусств Республики Ингушетия
- Заслуженный деятель искусств Кабардино-Балкарской Республики

## Издательства
- Кто есть кто. Статусная элита Российской Федерации. Справочник. — Litres, 2022-05-15. — 593 с. — ISBN 978-5-04-109196-5.
- Искусство кино. — Изд. Союза работников кинематографии СССР, 1985. — 1314 с.
- Над фильмом работали. Ростов н/Д : Кн. изд-во, 1988. С. 111-120
- Лаврентьев, К. Наша задача - вернуть людей в кинотеатры / К. Лаврентьев // Молот. - 2016. - № 17-18 (9 февр.). - С. 1